# ۴. لونت (متروی استانبول)
۴. لونت (انگلیسی: 4. Levent) یکی از ایستگاه‌های خط ام۲، متروی استانبول است.
این ایستگاه که در شمال منطقه لونت در خیابان بویوکدره قرار دارد در سال ۲۰۰۰ تأسیس شده‌است.

## نگارخانه

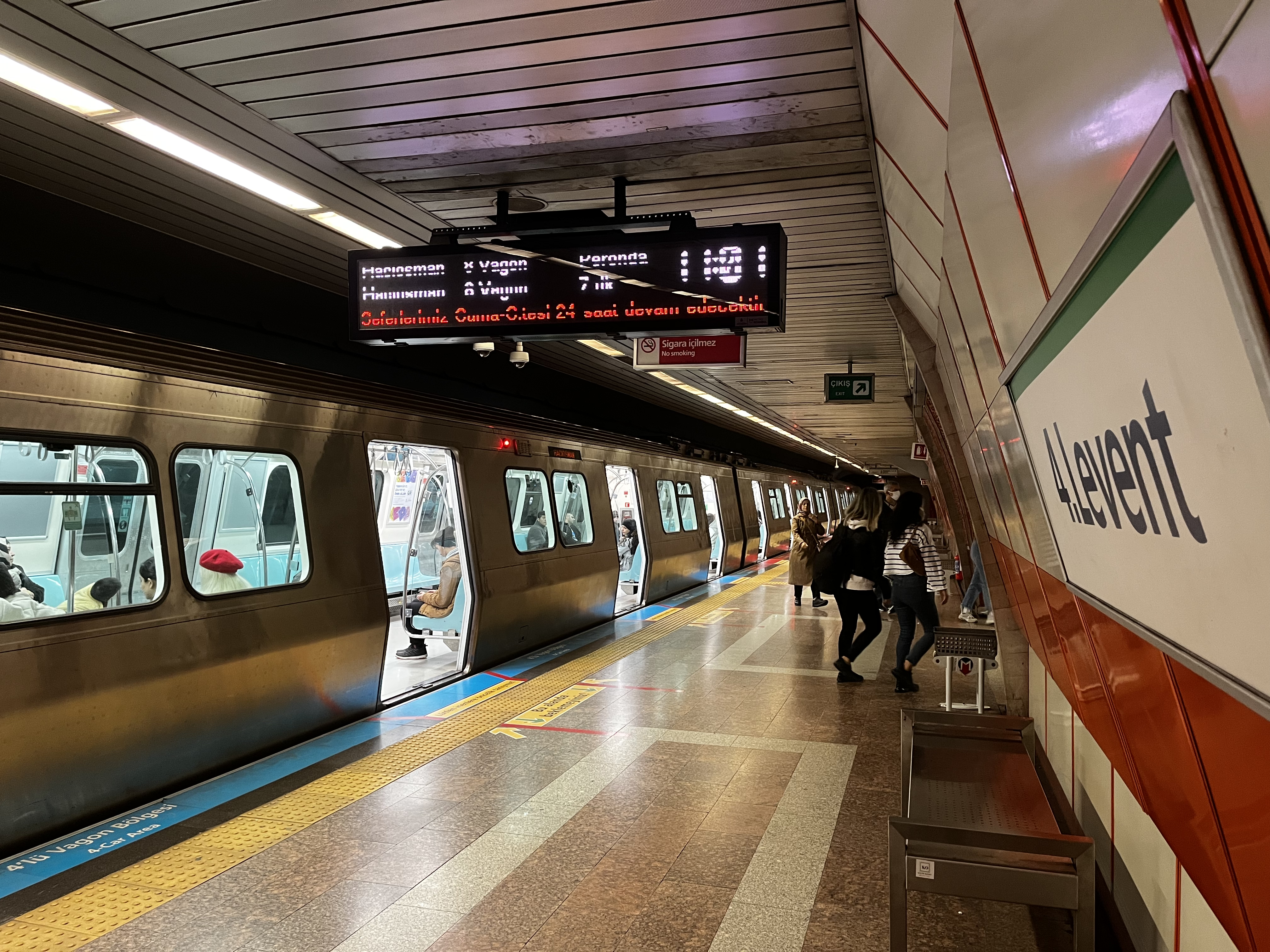
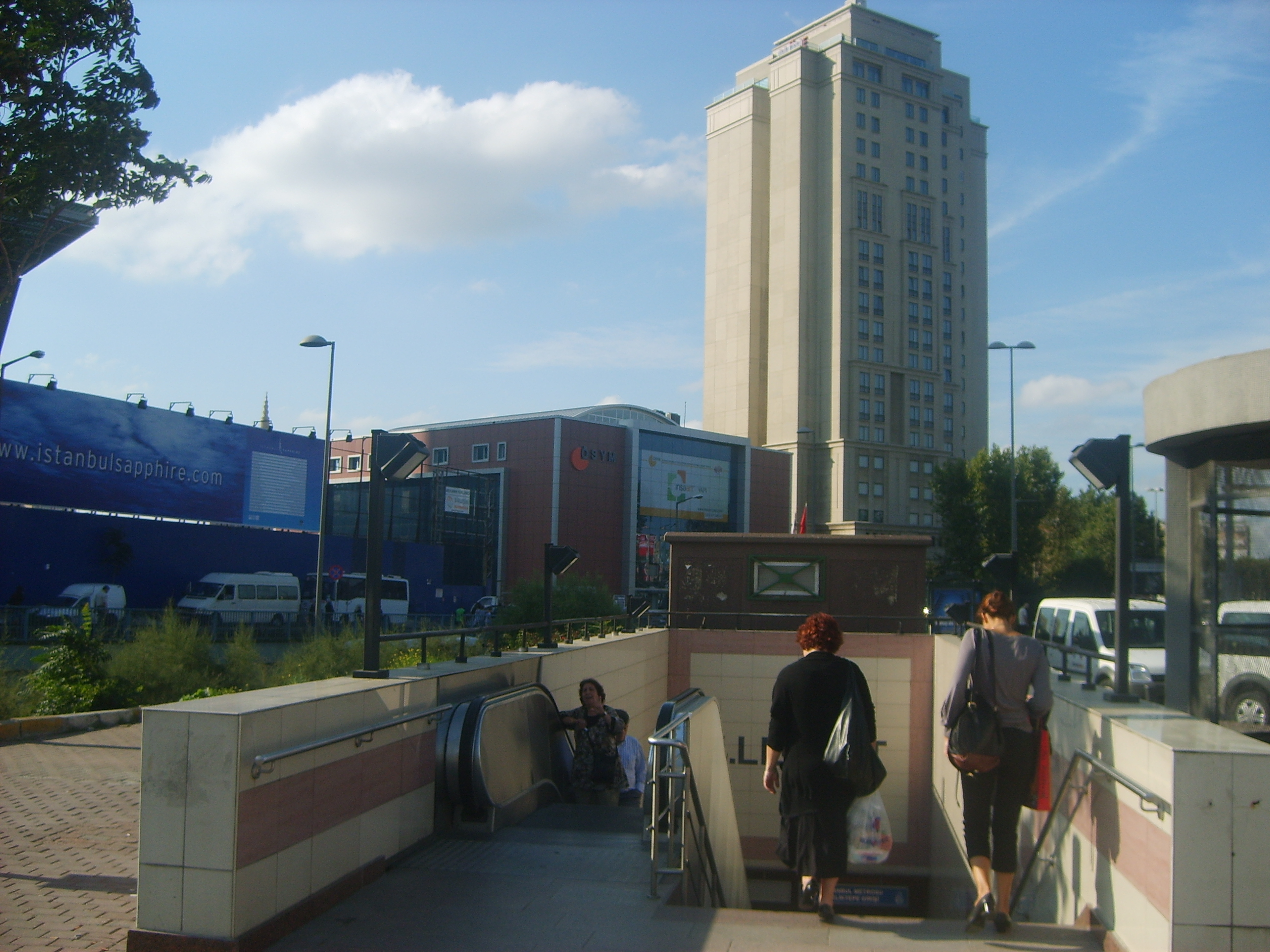
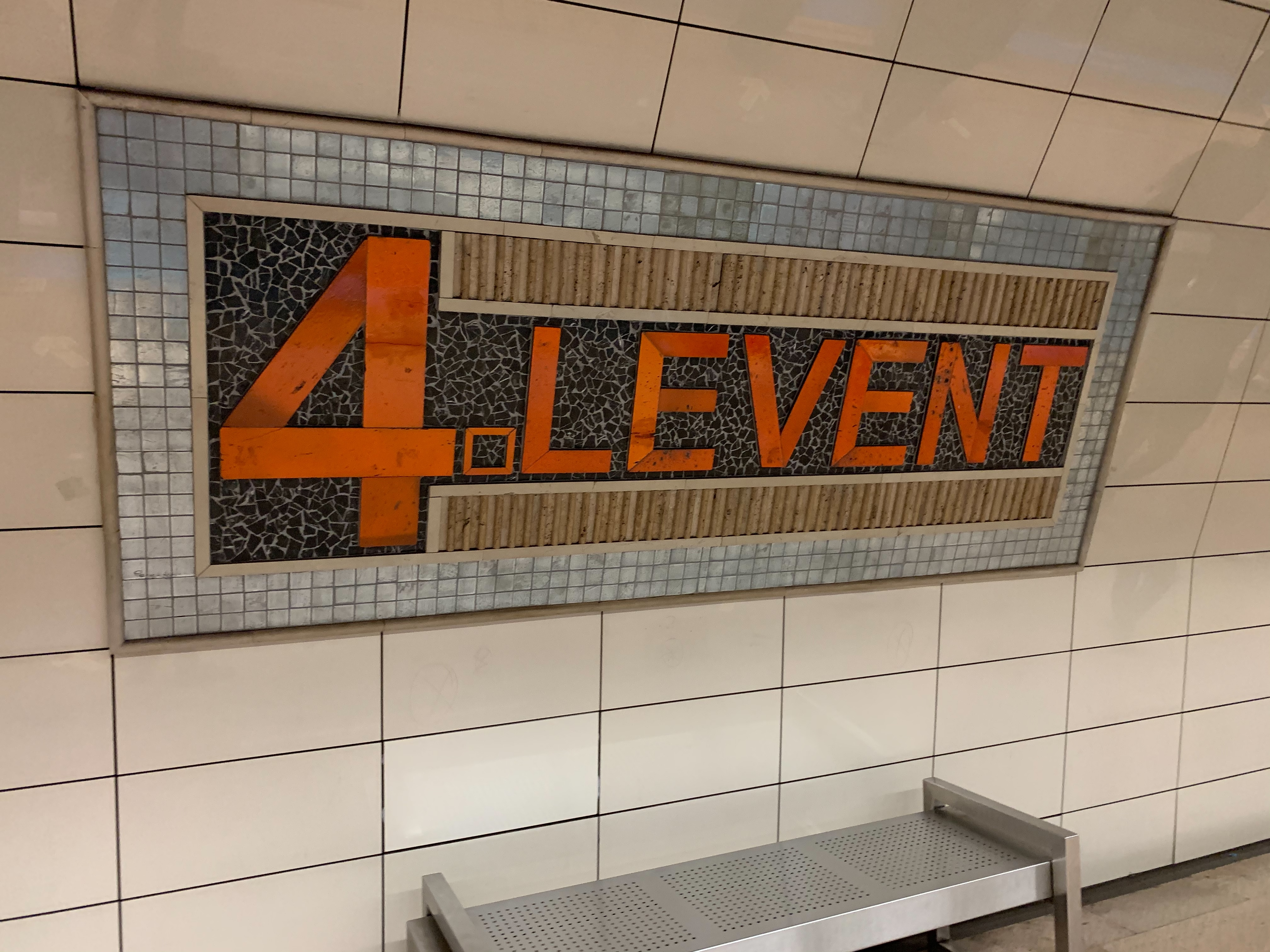